# 蛇娘と白髪魔
『蛇娘と白髪魔』（へびむすめとはくはつま）は、楳図かずお原作、大映東京製作の日本の怪奇映画、現代スリラー。1968年12月14日に冬休み番組として全国大映系で劇場公開された。上映時間は82分。モノクロ、大映スコープ。並映は大映京都作品の『妖怪大戦争』。

## 概要
1960年代、楳図かずおが「週刊少女フレンド」（講談社）に連載していた少女向け恐怖漫画作品『赤んぼ少女』(1967年/週刊少女フレンド)、『うろこの顔』(1968年/週刊少女フレンド)、『紅グモ』(1965年/週刊少女フレンド)の３作をベースに、『ミイラ先生』(1967年/少女フレンド)のクライマックスシーンも引用、その集大成として映画化された。楳図漫画、初の映像化作品である。

## 宣伝惹句
・お前の生き血を吸いたい、その柔らかい肌を喰べたい！ 蛇の化身か、悪魔の使いか…… 冷たい手で今夜も姉さんが抱きにくる！
・したたり落ちる血の中で、鎌首もたげる蛇娘！ 毒グモの手をもつ白髪魔！ 怪奇あいつぐ魔の館！
・こわい！ 姉さんの顔が蛇に！ ばあやの指が毒グモに…… 初めて映画化された楳図かずおの恐怖の世界！

## 作品解説
昭和40年代、邦画の斜陽化、映画製作会社の不振が著しい中、大映特撮は、海外市場の開拓や、テレビ・雑誌の子供番組の制作に活路を見出し、一定の成功を収めていた。特に湯浅監督の『ガメラ』シリーズは、大映の屋台骨を支えるドル箱作品として、絶大な人気を博していた。
しかしその『ガメラ』シリーズですら、開始当初こそ通常の映画２本分の予算が組まれていたものが、1968年(昭和43年)の『ガメラ対宇宙怪獣バイラス』以降は1/3の予算で制作することを余儀なくされていた(総予算は6000万円を切っていたと言われる)。
予算が削減されても、『ガメラ』は一本完成させるのに半年は時間を要する。年に３回の児童の長期休暇に合わせたプログラムを賄うには、短期間で、更に予算を削った作品を制作する必要があった。
1968年の冬休み興行に向けて、大映東京撮影所は全く新しい児童向け路線の第一弾として、恐怖漫画の第一人者と目されていた楳図かずおの映像化を企画する。カラーではなくモノクロで撮影されたのは、演出上の効果を狙ったものではあるが、予算削減の意味合いがあったことも否定できない。
楳図かずおは、ちょうど大映の『ガメラ』シリーズが始まった1965年(昭和40年)、貸本業界から一般誌、それも「週刊少女フレンド」という少女誌に進出して、「少年マガジン」の水木しげるともども、怪奇劇画の一大ブームを巻き起こしていた。『妖怪百物語』でライバルの水木しげるに協力を仰ぎ、シリーズ化に成功していた大映が、もう一方の雄である楳図かずおに白羽の矢を立てたのは慧眼であり必然でもあった。
映画は大映京都撮影所の『妖怪大戦争』（黒田義之監督）と二本立てで公開され、妖怪ブームの時流にも乗って、好評をもって迎えられた。
監督はガメラシリーズの監督・特撮監督を兼任した大映の救世主・湯浅憲明。低予算と限られた時間スケジュールにもかかわらず、派手な蛇娘のメイクや大蛇の造形物、紅グモほかのミニチュアワークを駆使し、外連味たっぷりな演出で、恐怖シーンを一際優れた映像美で彩ることに成功している。予算削減されたためのモノクロ撮影も、かえって恐怖を倍増させる効果を上げていた。湯浅特撮の白眉は、もちろんクライマックスの南条邸炎上・崩壊シーンであろう。楳図原作『ミイラ先生』のラストシーンから着想を得たこのカタストロフィーの見事さは、本作が長きにわたって語り継がれる一因となった。炎と闇の明暗のコントラストに湯浅演出の魅力が凝縮されている。
脚本は湯浅とのコンビで宇津井健主演の『幸せなら手をたたこう』(1964年)などを手がけた長谷川公之。元警視庁刑事部勤務という経歴を生かして、東映東京作品『警視庁物語』(1956〜64)では全24作の脚本を担当した。他にもTVドラマ『ザ・ガードマン』『七人の刑事』など、ミステリー・サスペンスを得意とした長谷川の起用はいささか畑違いに見えるが、本作に先立って、森田拳次原作のマンガのTVドラマ化である『丸出だめ夫』(1966〜67/東映東京製作所)を担当していたことがきっかけになっていたと思われる。
音楽は『仮面ライダー』『暴れん坊将軍』『ドラえもん』などで知られる菊池俊輔。『キイハンター』の怪談シリーズでも多用していたミュージックソーを随所で使用し、怪奇ムードを盛り上げている。全編に渡って音楽と効果音が恐怖とサスペンスを煽り、文字通り功を奏している。
その他スタッフも、大映映画の精鋭たちが揃い、歴史の終焉を予感させながら、最後の徒花を咲き誇らせていた。
次回作には「猫目小僧」が予定されていたが実現しなかった。映画がヒットしたにもかかわらず二作目が制作されなかった理由は、既に経営が火の車状態に陥っていた大映が、リスクの高い新シリーズの継続に二の足を踏んだためだと思われる。大映の倒産は３年後の1971年(昭和46年)のことであった。
シリーズ化こそされなかったが、本作は少年少女向けの怪奇映画の佳作としてカルト的な人気を呼び、現代では大映特撮映画史に残る高い評価を得ている。後にプロボウラーとなる松井八知栄の、子役時代の代表作としても有名であり、ワンシーンではあるが、原作者・楳図かずおの特別出演も話題を呼んだ。

## あらすじ
孤児院「めぐみ園」で育った少女小百合に、実は資産家・南条家の娘であるという素性が明らかとなった。小百合は赤ん坊の時に病院で取り違えられてしまい、孤児扱いとなっていたのだ。
小百合を引き取りにやって来たのは生物学者の父親・南条五郎。優しく凛々しい実の父の姿に、小百合は安堵の息をつく。両親が見つかったお祝いに、小百合は孤児院の職員の青年・達也から少女人形をプレゼントされる。満面の笑みを浮かべる小百合。そんな彼女に、五郎は気になる一つの事実を告げる。母親の夕子が、交通事故の後遺症で記憶障害に陥っているというのだ。
一抹の不安を抱きつつ、南条邸を訪れる小百合。現れた母の夕子は、小百合を見るなり「タマミ？」と声を掛ける。初めて聞く名前に一層の不安に苛まれる小百合。しかし夕子は小百合のために豪奢な一人部屋を用意してくれていた。こうして彼女にとって、本当の家での新しい生活が始まった。
その直後に五郎のもとにアフリカから電報が届く。五郎が研究していた新種の有毒の蛇が発見されたというのだ。慌ただしく旅立つ五郎。後に残されたのは小百合と夕子、婆やのしげの三人だけ。のはずだった。
小百合の寝室の天井裏から、こっそりと彼女の姿を覗き見る二つの眼。実はその豪邸には、小百合と取り違えられて令嬢として育てられた「タマミ」という醜い少女がいたのだ。
ある夜、タマミは恐ろしい形相で小百合に迫って来た。タマミのあまりにも冷たい手に怖気づく小百合。しかしそれはさらなる恐怖の始まりに過ぎなかった……。

## 登場キャラクター
南条小百合
本作の主人公。赤ん坊の頃にタマミと取り違えられて、「めぐみ園」で孤児として育てられていた十歳の少女。南条家に引き取られ、幸せな生活を送れるようになった矢先、思いもよらぬ恐怖に襲われることになる。
原作『赤んぼ少女』の葉子と『うろこの顔』の陽子とを合わせたキャラクター。
南条五郎
小百合の実の父。有毒生物研究の大家で素封家。小百合を引き取って早々にアフリカに出張してしまう。
南条夕子
小百合の母。交通事故で記憶に障害があり、小百合のことをタマミと呼ぶ。素性の知れないタマミをずっと匿っていた。
鬼頭しげ
南条邸の年配の女中。何かとタマミの肩を持ち、小百合の言葉に耳を貸そうとしない。
林達也
「めぐみ園」で働く青年。小百合が兄のように慕っている。小百合の両親が見つかったお祝いに、少女人形をプレゼントした。後に彼女から、南条家で起きる怪事件の数々の相談を受ける。
派出婦
南条邸に通いで派遣されている家政婦。物語冒頭で、蛇に襲われ絶命するが、心臓発作として処理される。
山川園長
「めぐみ園」の優しい園長。長らく小百合の母代わりだった。小百合の危難を父親の五郎に伝えようとして、白髪魔に斬殺される。
人形
両親の見つかった小百合に、林達也が贈った少女人形。小百合が心の支えとしており、夢の中で人間の少女となって小百合を誘う。
蛇娘 タマミ
病院で生まれたばかりの小百合と取り違えられ、南条家で育った素性の知れない、不憫な少女。幼少時から蛇を溺愛し、小学六年生のときに遠足で毒蛇に噛まれ、死線をさまよった。血清により一命を取り留めたが、以来自らを蛇と思いこむようになってしまう。カエルに異常な関心を示すようになり、果ては背中の皮膚が蛇の鱗のように角質化していった。精神にも異常をきたして、一時は施設に預けられていたが夕子が密かに連れ出して、南条邸の屋根裏部屋に匿われることになった。父の五郎はそのことを知らない。
顔には大きな痣があり、それを隠すためにビニールのマスクを着けている。美しい小百合に嫉妬し、命も危うくなるほどに辛く当たる。
目尻が上がり、口が耳元まで裂け、牙を生やした異様な顔で、巨大な蛇を操り、小百合の生き血を吸おうとする場面もあるが、それは小百合の夢の中でのことであり、現実のタマミは決して化け物ではなかった。
『赤んぼ少女』のタマミと『うろこの顔』の久留美を合わせたキャラクター。
紅グモ
南条邸、五郎の研究室で飼われている有毒生物の中でも最悪の猛毒を持つ蜘蛛。小百合の夢の中に現れた白髪魔が小百合のベッドに放った。
白髪魔
長い白髪に鬼面、恐ろしい声で小百合を脅かす妖婆。悪夢と現実との狭間で苦しむ小百合の身辺に突如として現れ、毛むくじゃらの蜘蛛のような細い手で小百合の首を締め付ける。
その正体は南条家の婆や、鬼頭しげであった。南条家の財産を狙ってタマミをそそのかし、小百合を亡き者にすべく暗躍する。楳図かずお『紅グモ』の北村たか子を翻案したキャラクター。

## キャスト
- 南条夕子：浜田ゆう子
- 鬼頭しげ：目黒幸子
- 南条小百合：松井八知栄
- 南条タマミ：高橋まゆみ
- 林達也：平泉征
- 南条吾郎：北原義郎
- 山川園長：三宅邦子
- 医師：丸山修
- 佐々木先生：石黒三郎
- 小使：伊達正
- 人形：福原真理子
- 派出婦：藤道子

### キャスト（ノンクレジット）
- タクシー運転手：楳図かずお[要出典]

## スタッフ
- 企画：仲野和正
- 原作：楳図かずお
- 脚本：長谷川公之
- 撮影：上原明
- 特殊撮影：藤井和文
- 録音：飛田喜美雄
- 照明：久保江平八
- 美術：矢野友久
- 音楽：菊池俊輔
- 編集：宮崎善行
- 助監督：小林正夫
- 製作主任：川村清
- 監督：湯浅憲明

### スタッフ（ノンクレジット）
- スチール：沓掛恒一[要出典]

## 製作意図
・併映『妖怪大戦争』は主に男の子向けに企図された娯楽作品であったが、本作は対照的にティーンエイジャーの女の子向けに、より恐怖感を前面に押し出した作風で相乗効果を狙っていた。「怖い話は女の子に」という意識が楳図原作を選択させたと思しいが、当の楳図は「女の子と恐怖」について次のように語っている。
「そうですね。もともとの漫画家デビューが『少女フレンド』からデビューしましたからね。『フレンド』で描き始めるとすぐ『(週刊・別冊)少年マガジン』から声かかってという感じで少年誌にも描くようになりましたが(『猫目小僧』のこと)。怖さといったら、単純に言ったら、お化け、幽霊、呪い、祟りといった世界でしょう。それを表現するにはいろいろやり方はありますが、心理的な話が効果的だと思うんですよね。そういうものに関してはやっぱり女の子の方が強いですよね。要するに、怖いっていう世界は、ある意味、感情の世界なのですよ。理屈で考えたらこんなものあるわけないと思った瞬間から何にも怖くなくなっちゃう。でも女性は感情でモノを言うでしょう。そこらへんは女の子と男の子の違いですよね」

## 宣伝ポイント
・「少女ものスリラーがブームを起こしており、楳図かずおの恐怖の世界は、今や少年少女には絶対的信用があります。が、対象は“少女”に限らず、家族そろって愉しめる新しいジャンルの恐怖映画として、大人にも興味を持たせるように売ります。」
・「動画(アニメ)ではなく、劇映画であることを強調して、生々しい迫力で訴えてください。」
・「うす気味悪さ、ゾッとする怖さをあくまでも強調し、興味をそそる宣伝が大切です。」
・「蛇娘や白髪魔の正体は誰かというような、推理もの的興味はさけて、あくまで現代のスリラーとして、恐怖感を盛り上げてください。」
・「大映特撮が誇る“妖怪もの”に続いて送る“恐怖映画”の第一弾であります。ヒットさせれば新しいシリーズの誕生と成りましょう。恐怖ものだけにスチールその他の工夫が勝敗を決します。テレずに堂々と売ってください。」
※プレスシートより

## エピソード
・本作は当時の妖怪ブームに便乗した企画ではあったが、厳密な意味での妖怪映画ではない。蛇娘・タマミは自分が蛇だという妄想に取り憑かれ、精神に錯乱を来したという設定である。皮膚が鱗化したのも象皮病の一種だと解説される。また、白髪魔も原作『紅グモ』では生きながら墓に埋められた恐怖から白髪の老婆に変身した、という江戸川乱歩『白髪鬼』と同様の設定だったものが、単なる変装だということになった。これらの改変は、脚本を担当した長谷川公之が前職で警視庁刑事部科学捜査研究所法医学室に勤務していたことと関連していたようである。超自然的な存在である妖怪の存在を描くことを忌避したものらしい。
・原作『うろこの顔』では、ヒロインの蛇化は「呪い」によるものであり、映画のような精神疾患ではなかった。しかしこの改変は楳図かずおには好意的に受け止められていたようである。
「まあ、ぼくのだいたい描いてる話の内容は、人間が中心の話が多いので、人間の心理っていうところ……まあ、でも妖怪であってもある意味人間が生み出した人間の心理の形ですので、似たようなもんなんですけど……どっちかっていうと妖怪はやはり自然界の人間に対するそういう具象化、思わせぶりというような人間を包み込むような自然の力というものだけど、それ以外の話って、ぼく、どっちかというと人間の心そのもののこわさというのが多いので、だいたいそっちの方で描いてはいますけども」
・小百合が最初に南条邸に訪れた日の夜、タマミが天井裏の穴からベッドで休む小百合を覗き見る、という描写がある。これは台本段階では、入浴中の小百合を覗くタマミの眼が水面に映る、という原作『赤んぼ少女』からの引用になる予定だった。
・タマミが着けるビニール製の仮面は、恐怖映画の佳作として知られる『顔のない眼』(1960年/仏/ジョルジュ・フランジュ監督)へのオマージュ。
・小百合とタマミは赤ん坊の頃に病院で取り違えられたという設定だが、小百合役の松井八知栄は当時10歳、タマミ役の高橋まゆみは16歳で、画面上でも同い年には見えない。明らかなキャスティングミスだが、物語は一切その矛盾に触れずに展開していく。
・長谷川公之の脚本には、大映特撮の技術力を発揮する要素が欠けていると判断した湯浅監督は、小百合の悪夢のシーンを膨らませることで、映画としての格上げを図った。自由奔放に怪物を活躍させられる夢の描写に注力することで、理に勝ちすぎた脚本を、原作の楳図かずおの幻想的な世界に近づけることができるという意図であった。
・タマミとの生活の最初の夜から小百合の悪夢は始まる。人形と一緒に寝ている小百合。人形はいつの間にか等身大の人間になり、小百合を連れて父の許ヘと空を飛んでいく。しかしそこに現れたタマミの邪魔に遭い、毒蛇の群れと蛇娘の牙で、人形は無惨にも咬殺されてしまう。湯浅監督は、二人を追うタマミを無機質なマネキン人形で表現し、迫真の恐怖シーンを演出した。
・第二の悪夢では、小百合自身が蛇娘に変化したタマミに襲われる。大蛇の造形物を大胆に駆使し、蛇の群れを屋根裏部屋を飾る剣に変えて、小百合を突き刺そうとする。果敢にも剣を抜いてタマミに対峙する小百合。肢体を締め付ける大蛇の喉と尾を切り裂いて返り討ちにする。すると大蛇はタマミの姿になり、悶絶するという……湯浅監督渾身のバトルシーンである。
・台本段階では、小百合がタマミに粉々に壊された人形の代わりに猫を飼い始める、という描写があったが、映画では割愛された。
・白髪魔の描写も、台本と実際の映像とでは若干の違いが認められる。台本では、館を脱出して夜道を走る小百合の眼前に白髪魔が現れ、執拗に追いかけるが、間一髪でタクシーに乗り込み、危機を脱する、とある。一方、白髪魔はその直後に山川園長を殺害すると、早々と仮面を脱いで正体を現している。白髪魔の登場は映画もかなり後半になってのことで、それもあっさりと正体が明かされるので、台本のままであればいささかスリルに欠ける展開になっている。湯浅監督は、タクシーでの逃走の前に、白髪魔が窓から脱出しようとする小百合の掴まったロープを切るというサスペンスを用意し、さらに小百合と達也を研究室で拘束し、タマミと殺害計画を練った最後のシーンでようやく正体を明かす、という展開に物語を変更した。
・タクシー運転手役の楳図かずおのカメオ出演は本作の売りの一つであったが、当時の楳図は人気の絶頂にあり、そのスケジュールは殺人的ですらあった。1968年の正月から『猫目小僧』(週刊少年キング)の連載が始まり、前年からの『うろこの顔』(週刊少女フレンド)と合わせて２本、更に『蛇娘と白髪魔』のコミカライズに続いて５月から『かげ(映像)』(ティーンルック)の連載が加わり３本、秋には「ビッグコミック」の短編シリーズ、「平凡」の『高校生記者』シリーズ、「なかよし」の『女の子あつまれ！』、更に単発の読切も発表していた。1ページ仕上げては20分寝る、の繰り返しで何とか締め切りをこなしていた。にもかかわらず、その激務の合間を縫って、楳図は嬉々として映画に出演した。向後、楳図は自身の映画化作品にヒッチコックのように出演し続けることになる。本作出演の際の楳図の弁は以下の通り。
「ぼくのまんがが映画になっただけでもうれしいのに、映画にも出演できたので(ほんとうは、てれくさいのですが)さいこうにごきげんです。とてもおもしろい映画です。あなたもみてくださいね！」

## 漫画化
・楳図かずお本人によって、『楳図かずお恐怖劇場 蛇娘と白髪魔』のタイトルで、オリジナル漫画が“お嬢さんの週刊誌”GS-グループ・サウンズ-雑誌「ティーン・ルック」（主婦と生活社）で連載された。全３回(1968年No.27：1月12日号〜No.29：1月26日号)、45ページ(各15ページ)。漫画原作が映画化されて、原作者本人によってさらに漫画化されたという例は極めて珍しい。掲載は映画の公開中で、楳図は映画未見の段階で、大映から送られてきた長谷川公之の脚本に基づいて執筆しており、結果、映画とは細部において異同が生じている。映画ではタマミの口が蛇のように裂けるのは小百合の夢の中だけの出来事だが、楳図は実際にタマミを「蛇女」として描写している。重要なシークエンスとなる「人形の夢」のシーンは漫画版にはほぼない。
・収録『楳図かずおゴシックホラー珠玉作品集４偶然を呼ぶ手紙〜手紙にまつわるミステリー〜』(講談社漫画文庫)、『楳図かずお こわい本１ 蛇』(角川ホラー文庫)
・「楳図かずお先生のこわいまんがが映画になりました！ 蛇娘と白髪魔」のタイトルで、タイアップ絵物語が「なかよし」(講談社)夏休み増刊号(1968年9月15日号)に、スチール写真と楳図自身の描き下ろしイラストを交えた構成で掲載された。楳図は、やはり脚本を基に、小百合に襲いかかるタマミ、ベッドに放たれた紅グモ、小百合の悪夢、屋根裏部屋に現れた白髪魔、クライマックスの火事になった南条邸からの脱出など５点を描いている。